# Effingham megye (Illinois)
Effingham megye az Amerikai Egyesült Államokban, azon belül Illinois államban található. Megyeszékhelye és legnagyobb városa Effingham. Lakosainak száma 34 668 fő (2020. április 1.). Effingham megye Cumberland, Clay, Jasper, Shelby és Fayette megyékkel határos.

## Népesség
A megye népességének változása:
| Lakosok száma | 34 199 | 34 252 | 34 335 | 34 307 | 34 371 | 34 668 |
|               | 2010   | 2011   | 2012   | 2013   | 2015   | 2020   |